# 先宮神社
先宮神社（さきのみやじんじゃ）は、長野県諏訪市大和にある神社。

## 概要

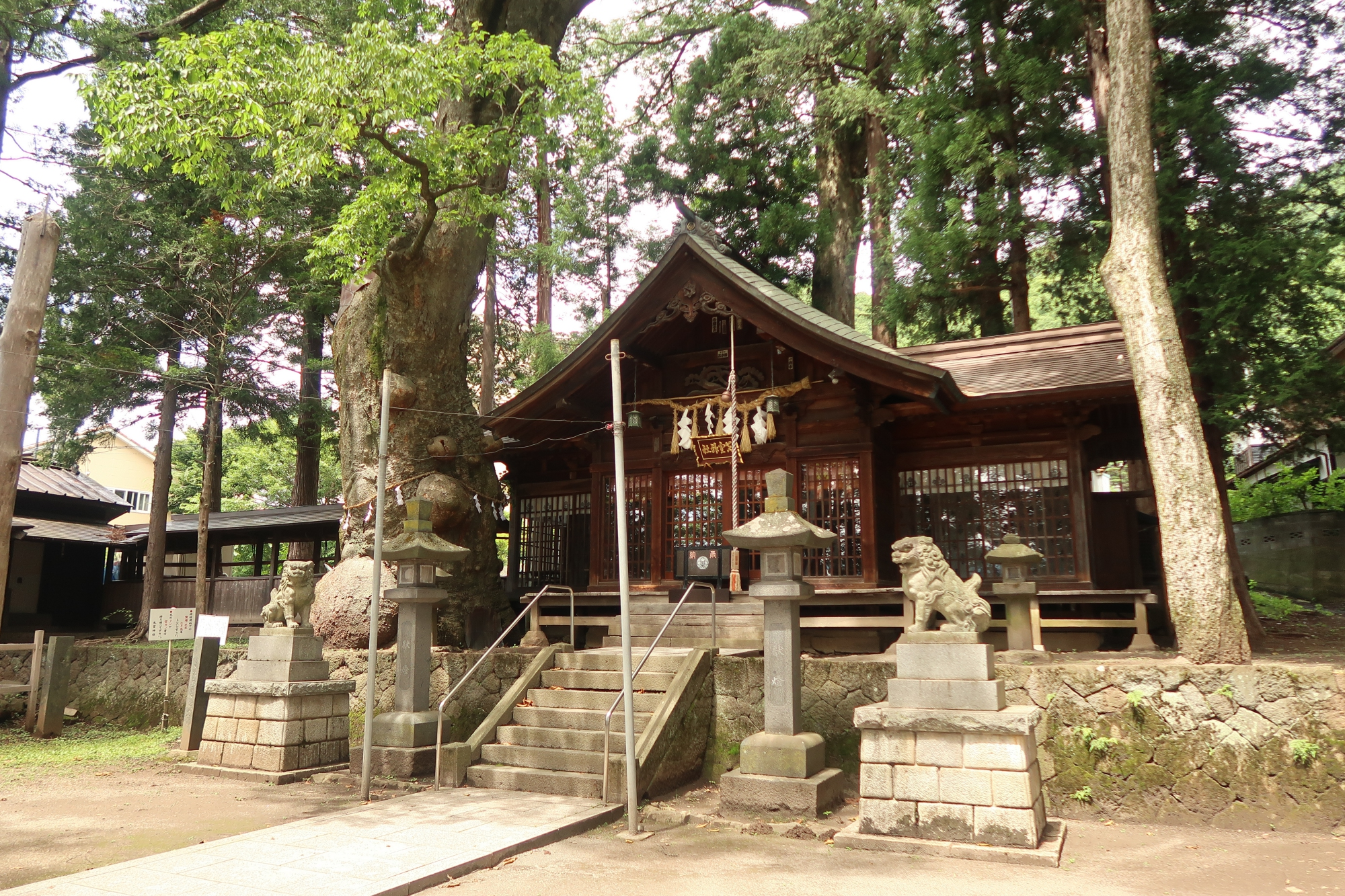
建物と先ノ宮神社のケヤキ（諏訪市指定天然記念物）

諏訪に建御名方命（諏訪大社御祭神）が入ってきたとき、諏訪にいた大和族と争いになった。大和族は敗れてこの大和の地から出ないことを約束して、境内前の小川に橋を架けないという伝説を持つ神社である。諏訪地域の他の神社と同様、拝殿の四隅に御柱が建っている。

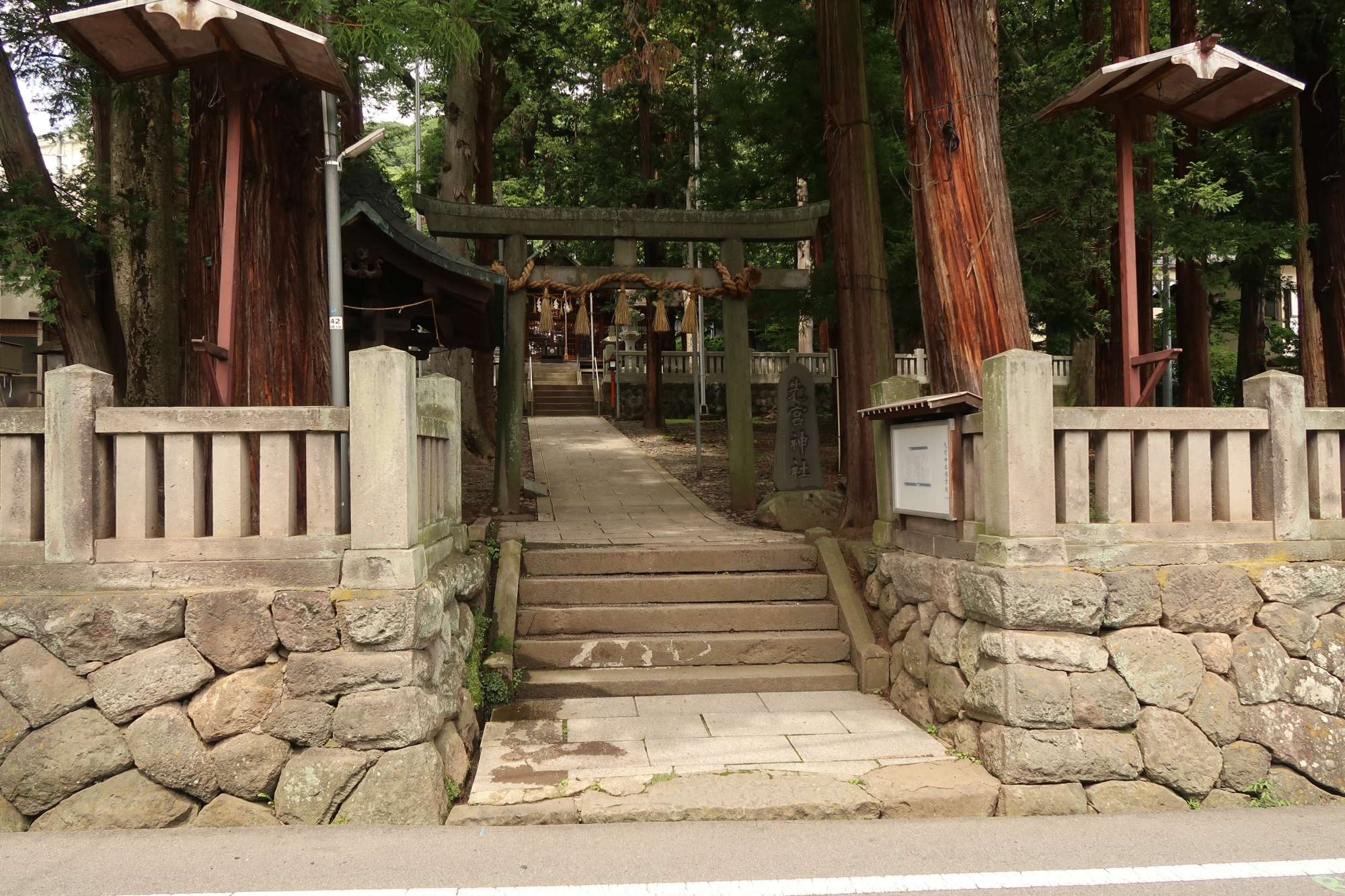
右端は手水舎

## 祭神
高光姫命（たかてるひめのみこと）

## 所在地
長野県諏訪市大和3丁目18番1号

## アクセス
JR上諏訪駅から北へ約1キロメートル。